# 2016年8月当阳蒸汽管道爆炸事故
2016年8月11日15时20分许在中国湖北省当阳市马店矸石发电有限责任公司热电项目在建调试过程中，高压蒸汽管道破裂，蒸汽外泄，致22人死亡，5人受伤。

## 事故

### 经过
事故地点位于该厂厂房内一处狭长型的办公操作区域，操作间与发生破裂的高压蒸汽管道仅一墙之隔。事故发生时，共有20多人在操作间内作业，进行热能调试工作时操作间外一根蒸汽管道破裂，巨大蒸汽和冲击波将操作间的玻璃全部震碎。高压蒸汽管道爆管时没有产生明火，主要是冲击波伤害。

### 受害者
事故造成21人死亡和5人受伤，均为马店矸石发电有限责任公司职工，全部为当阳籍，4名伤员通过直升机转至武汉治疗。

### 原因
经初步调查显示，事故主要原因是：2号锅炉蒸汽出口处主管道流量计阀门焊缝裂开，大量高温高压蒸汽外溢，导致主控室玻璃破裂，造成主控室人员严重伤亡。
2017年6月，经调查认定此次事故是一起安全生产责任事故，共有14人被追究刑事责任。事故的直接原因是，安装在2号锅炉高压主蒸汽管道上的事故喷嘴是质量严重不合格的劣质产品，其焊缝缺陷在高温高压作用下扩展，局部裂开出现蒸汽泄漏，形成事故隐患。相关人员未及时采取停炉措施消除隐患，焊缝裂开面积扩大，剩余焊缝无法承受工作压力造成管道断裂爆开，大量高温高压蒸汽冲向仅用普通玻璃进行隔断的集中控制室及其周边区域，造成重大人员伤亡。事故的管理原因有：采购、供应的事故喷嘴质量严重不合格；发现事故喷嘴泄漏形成重大事故隐患时，企业没有及时有效处置；厂房设计不符合标准规范要求，人员聚集的集中控制室失去安全防护作用；管道检验检测没有按标准规范进行，监管缺失，忽视了焊缝隐患。

## 反应

### 湖北省
湖北省委书记李鸿忠、宜昌市委书记黄楚平赶赴现场实地了解事故情况。

### 国家安全监管总局
国家安全监管总局副局长孙华山带工作组赶赴现场指导工作。

### 国务院安全生产安委会
国务院安全生产安委会决定对此次事故查处实行重大生产安全事故查处挂牌督办。

## 企业背景
马店矸石发电有限责任公司2002年在工商登记注册，主要经营火力发电。由华强化工集团（占67%股份）和马店矸石发电厂（占33%股份）共同出资组建。其热电联产项目由湖北省发改委于2012年12月批准，2015年1月开工建设。高压蒸汽管道安装由岳阳筑胜安装有限公司负责施工，主要设备安装2016年5月完成，具备调试条件，从6月中旬开始进行设备调试。